# 인간 동물원

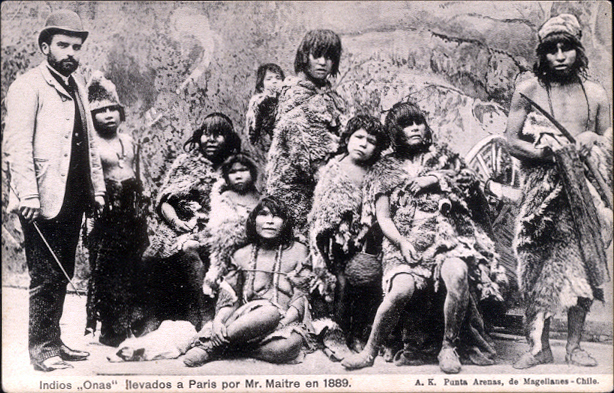
티에라 델 푸에고(아르헨티나 파타고니아)의 원주민들은 1889년 지배인에 의해 파리로 옮겨졌습니다.

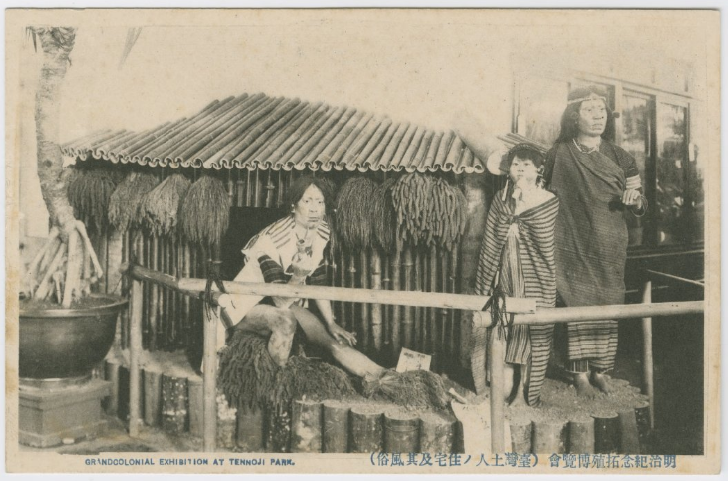

인간 동물원(人間動物園)은 19세기에서 20세기에 걸쳐 열린 사회 진화론과 인종 차별, 진화주의, 식민지주의에 기인하여 만들어진, 동물원 형태의 미개한 인간의 문화 · 생태 전시이다.

## 같이 보기
- 문화적 전유
- 오리엔탈리즘
- 원시주의
- 리얼리티 방송
- 아프리카 분할